# Långtjärnen (Stavnäs socken, Värmland)
Långtjärnen är en sjö i Arvika kommun i Värmland och ingår i Göta älvs huvudavrinningsområde.